# Кушка (приток Ухтомы)
Кушка — река в России, протекает в Ивановской области. Устье реки находится в 17 км по левому берегу реки Ухтома. Длина реки составляет 20 км. Площадь водосборного бассейна — 96,5 км².
Исток теряется в лесах Ильинского района Ивановской области. Не судоходна.
Имеет приток — реку Веска (правый).
Вдоль русла реки расположены населённые пункты (от устья к истоку): село Данильцево, деревни Литвиново, Федорцево.
Система водного объекта: Ухтома → Нерль → Клязьма → Ока → Волга → Каспийское море.

## Данные водного реестра
По данным государственного водного реестра России относится к Окскому бассейновому округу, водохозяйственный участок реки — Нерль от истока и до устья, речной подбассейн реки — бассейны притоков Оки от Мокши до впадения в Волгу. Речной бассейн реки — Ока.
Код объекта в государственном водном реестре — 09010300812110000032487.